# Cumulonimbus calvus

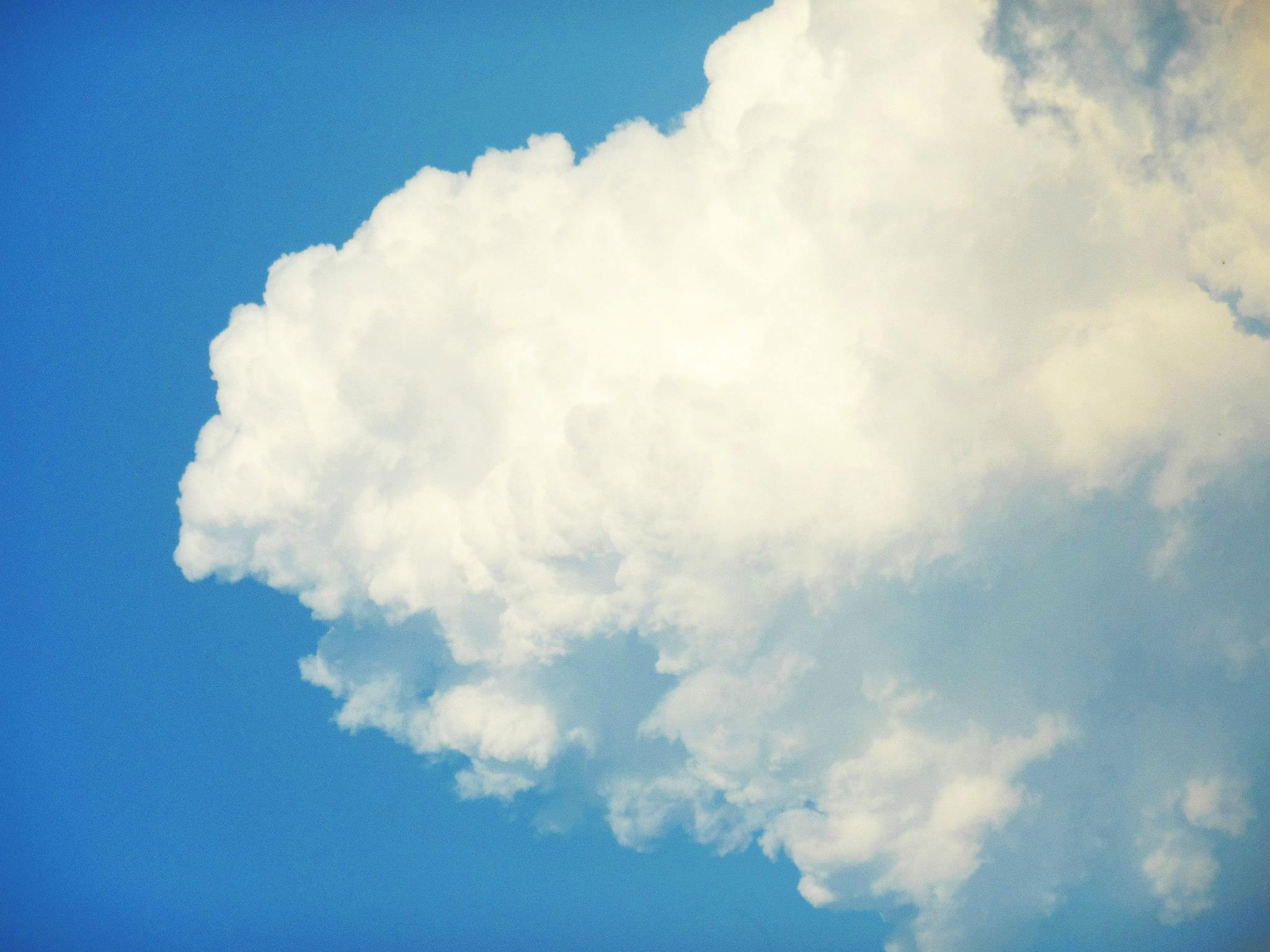
Cumulonimbus calvus

Cumulonimbus calvus é uma espécie de cumulonimbus consideravelmente alta de precipitação, mas que ainda não chegou a tropopausa, que é a altura limite da estabilidade estratosférica, onde se formam cumulonimbus capillatus (Topo arredondado) ou cumulonimbus incus (Topo de bigorna). A nuvem cumulonimbus desenvolve-se a partir da nuvem cumulus congestus, e com seu constante desenvolvimento, resultará em uma cumulonimbus incus.

Por definição da nuvem cumulonimbus, na sua parte superior gotas de água se transforma em cristais de gelo. No caso da cumulonimbus calvus, os cristais de gelo são escassos e o polo da nuvem está em desenvolvimento inicial, então a nuvem parece mais redonda e inchada.

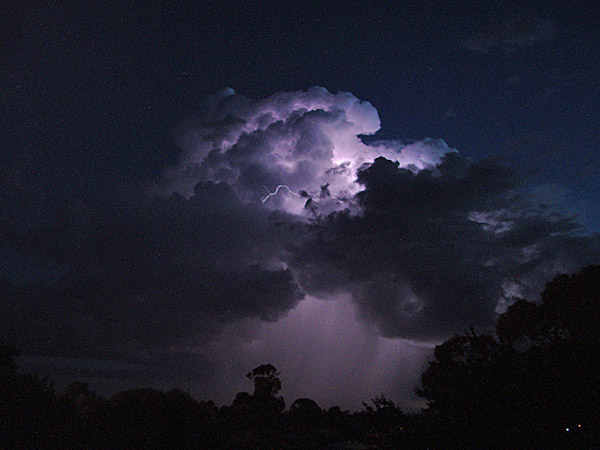
Cumulonimbus calvus com relâmpago nuvem-a-nuvem

A principal característica da nuvem cumulonimbus calvus (entre outros tipos de nuvem cumulonimbus), é sua forma arredondada e as arestas da nuvem na parte superior é afiada, ao contrário da  cumulonimbus incus ou Cumulonimbus capillatus, que tem um formato cirroforme. No desenvolvimento da cumulonimbus calvus, ela pode perder o contorno afiado no topo, como mais gotas de água se transformam em cristais de gelo. Devido as fortes correntes de ar ascendentes, podem formar a nuvem pileus ou ou listras verticais finas que sobressaem para fora da nuvem. Quando as partes superiores da nuvem congelam em maior extensão e nuvens cirroformes claramente visíveis aparece, a nuvem cumulonimbus calvus muda para outra espécie de cumulonimbus.
A Cumulonimbus calvus arcus é um sub-formação de cumulonimbus calvus, que tem uma nuvem arcus na frente da nuvem.

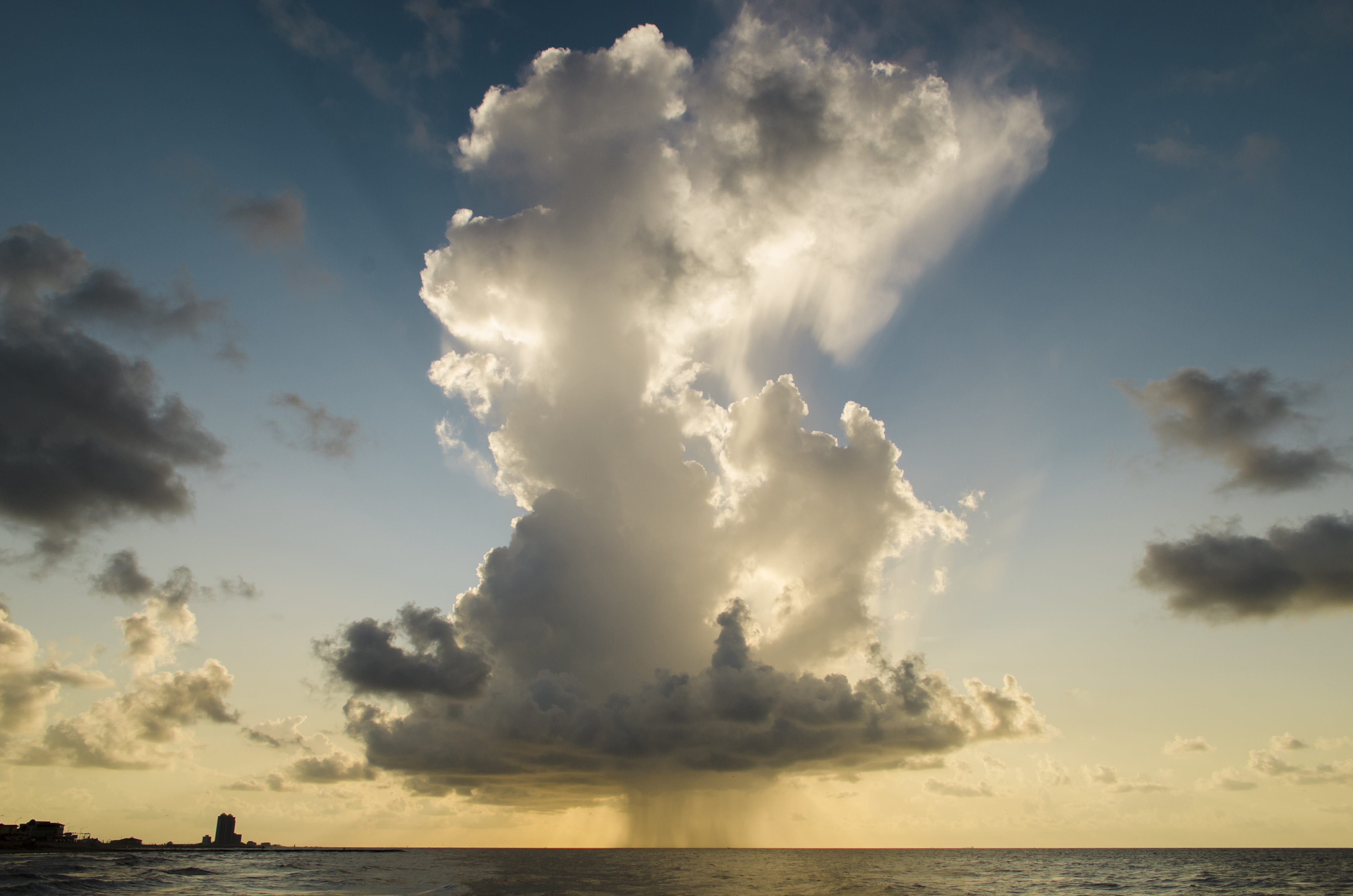
Cumulonimbus calvus

## Perigos
Como outras nuvens cumulonimbus, a nuvem cumulonimbus calvus pode causar severas condições meteorológicas, incluindo: 
- Relâmpago; essas nuvens produzir relâmpagos.[2]
- Vento; estas nuvens podem produzir ventos fortes, especialmente, durante uma downburst
- Granizo; estas nuvens podem produzir granizo, algumas vezes
- Tempestades severas; A cumulonimbus calvus ainda pode crescer mais se a corrente ascendente é forte. Ela pode formar uma cumulonimbus incus, e trazer mais tempestades.